# Corophium longicornis
Corophium longicornis is een vlokreeftensoort uit de familie van de Corophiidae. De wetenschappelijke naam van de soort is voor het eerst geldig gepubliceerd in 1779 door J.C. Fabricius.